# Barnard Island Group National Park
Barnard Island Group National Park är en park i Australien. Den ligger i delstaten Queensland, omkring 1 300 kilometer nordväst om delstatshuvudstaden Brisbane. Den ligger på ön Stephens Island.
Trakten är glest befolkad. Närmaste större samhälle är Silkwood, omkring 15 kilometer väster om Barnard Island Group National Park.